# 湘南信用金庫
湘南信用金庫（しょうなんしんようきんこ、英語：Shonan Shinkin Bank）は、神奈川県横須賀市に本店を置く信用金庫である。服部眞司元理事長の独自経営で知られる。キャッチフレーズは、「まちにいい風」。かながわ信用金庫とは完全に競合関係にある。なお、旧名の横須賀信用金庫時代には、営業エリアが隣接する横浜信用金庫と共に「よこしん」と呼ばれていた。

## 沿革
- 1924年3月10日 - 有限責任横須賀信用組合として設立。
- 1951年 - 信用金庫法に基づき横須賀信用金庫となる。
- 1989年7月17日 - 鎌倉信用金庫を合併。湘南信用金庫に改称。
- 1991年7月17日 - 茅ヶ崎信用金庫を合併。
- 1994年11月28日 - 東京大和信用組合を吸収合併。東京進出。
- 2002年 - 神奈川県青果信用組合の破綻に伴い、事業譲受。
- 2009年 - 大幅赤字となったことから、信金中央金庫から190億円の資本支援を受ける。

## 営業地区

### 神奈川県
- 横須賀市
- 逗子市
- 三浦市
- 三浦郡葉山町
- 横浜市
- 川崎市
- 鎌倉市
- 藤沢市
- 大和市
- 茅ヶ崎市
- 高座郡寒川町
- 平塚市
- 海老名市
- 綾瀬市
- 厚木市
- 相模原市（旧津久井郡を除く）
- 中郡大磯町
- 座間市
- 中郡二宮町
- 足柄上郡中井町
- 秦野市
- 伊勢原市
- 愛甲郡清川村
- 小田原市
- 足柄下郡箱根町
- 足柄下郡湯河原町

### 東京都
- 大田区
- 品川区
- 目黒区
- 港区
- 世田谷区
- 町田市

### 営業窓口のない地区
| - 大和市 - 海老名市 - 綾瀬市 - 厚木市 - 相模原市 - 足柄上郡中井町 - 中郡大磯町 - 座間市 | - 中郡二宮町 - 足柄上郡中井町 - 秦野市 - 伊勢原市 - 愛甲郡清川村 - 小田原市 - 足柄下郡箱根町 - 足柄下郡湯河原町 |